# Allemant (Aisne)
Allemant è un comune francese di 185 abitanti situato nel dipartimento dell'Aisne della regione dell'Alta Francia.

## Storia

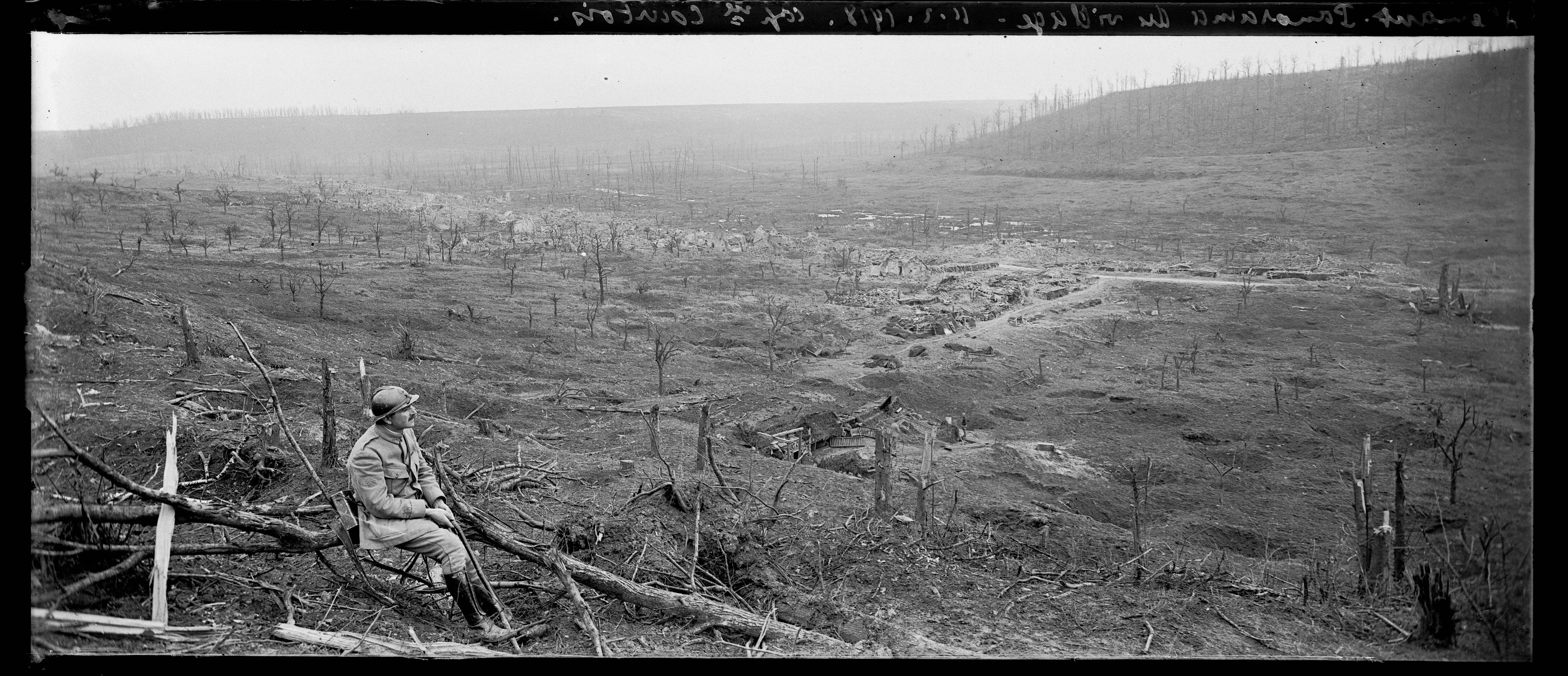
Veduta panoramica del comune raso dai bombardamenti nel 1918.

### Prima guerra mondiale
Durante la prima guerra mondiale, il villaggio fu teatro della seconda battaglia dell'Aisne, che vide la vittoria delle truppe francesi e la liberazione del villaggio, benché distrutto dall'intenso tiro preparato dell'artiglieria, il 23 ottobre 1917.
Il villaggio fu in seguito riconquistato dai tedeschi con la terza battaglia dell'Aisne il 27 maggio 1918. Fu poi definitivamente riconquistato dalle truppe francesi del 30º corpo d'armata e dalla 1ª Divisione Marocchina con la battaglia di Vauxaillon il 15 settembre 1918.
Il sito originale del villaggio, che era a fianco della cresta, non lontano da Moulin de Laffaux e dal suo Monumento dei Crapouillots, fu abbandonato a seguito della sua totale distruzione.
Il villaggio, soprattutto grazie all'aiuto del Comitato americano per le regioni devastate (American Committee for Devastated France), è stato ricostruito nella valle intermedia; è decorato della Croix de guerre 1914-1918.

### Seconda guerra mondiale
Il 17 giugno 1944, un V1 tedesco, lanciato da Vignacourt sulla Somme, deviò dalla sua traiettoria e s'abbatté sul territorio del comune alle 4 h 30 del mattino. Hitler, arrivato la vigilia al suo quartier generale di Margival, il Wolfsschlucht II situato a 3 km di là (la sua sola e unica visita in questo quartier generale fortificato e la sua ultima uscita dal Reich) per fare il punto con i marescialli Rommel e Von Rundstedt sulla situazione del fronte della Normandia, approfittò del pretesto per rientrare precipitosamente in Germania e non andare, come inizialmente previsto, a La Roche-Guyon al quartier generale di Rommel, come quest'ultimo era riuscito a convincerlo.

## Società

### Evoluzione demografica
Abitanti censiti